# Amir
Amir, nome completo Amir Issaa (Roma, 10 dicembre 1978), è un rapper e scrittore italiano, membro del collettivo Rome Zoo.

## Biografia
Nato e cresciuto a Roma nel quartiere di Torpignattara da padre egiziano e madre italiana, Amir si è avvicinato alla cultura hip hop negli anni novanta, prima come breaker e successivamente come writer nel collettivo romano The Riot Vandals. Dopo diverse autoproduzioni e collaborazioni con i nomi più noti del panorama rap italiano, tra cui l'album Naturale inciso con Mr. Phil e pubblicato nel 2004, nel 2005 Amir inizia a lavorare al suo primo album solista, intitolato Uomo di prestigio, prodotto dall'etichetta indipendente canadese Prestigio Records e pubblicato successivamente dalla EMI/Virgin nel luglio 2006; il disco è stato anticipato dal brano Shimi.
Nel 2007 è stata la volta del secondo album in studio Vita di prestigio, seguito da altri album pubblicati a cadenza annuale, Paura di nessuno, Amir 2.0 e Pronto al peggio. Nel 2012 esce  l'album Grandezza naturale e nello stesso anno compone insieme ai The Ceasars la colonna sonora del film Scialla! (Stai sereno) di Francesco Bruni, entrando in nomination ai David di Donatello e al Nastro d'argento come miglior canzone da film dell'anno, e fino ad ora è l'unico rapper ad aver calcato il red carpet del Festival del cinema di Venezia, e ad essere ricevuto in una cerimonia ufficiale dal Presidente della Repubblica Italiana. Nello stesso anno partecipa anche come co-autore delle musiche e attore al docufilm La Luna che vorrei di Francesco Barnabei, un'opera cinematografica tesa a valorizzare il territorio romano del VI Municipio, in cui è cresciuto e dove sono state scritte molte delle sue canzoni.
Nel dicembre del 2013, l'emittente LA7 lo invita ad essere protagonista di un'intera puntata del format Guerrieri, condotto dal musicista Saturnino, in cui Amir si è messo a nudo svelando aneddoti e particolari sulla sua vita personale, e la puntata tocca l'apice di ascolti diventando la più vista tra quelle realizzate per la serie. Nel 2019 la sua canzone Questa è Roma viene inserita nella colonna sonora della seconda stagione della serie Netflix Suburra. A dicembre 2023 pubblica il disco This is what I live for, interamente prodotto da Loris Mils, ispirato dall'omonimo libro uscito nello stesso anno. 

## Altre attività
A giugno del 2017 pubblica il suo primo libro Vivo Per Questo per la casa editrice Chiarelettere. Un romanzo autobiografico che viene accolto positivamente dalla critica Italiana, recensito dalla rivista Internazionale come uno dei migliori libri per ragazzi. Molti gli articoli e le recensioni che parlano di un ottimo debutto letterario e conquista il secondo posto tra i finalisti del Premio biblioteche di Roma. Successivamente il libro è stato tradotto in inglese e pubblicato nel 2023 dalla casa editrice SDSU Press negli Stati Uniti con il titolo This is What I Live For, vincendo il Premio Flaiano 2024 nella sezione dedicata all'Italianistica. Altre pubblicazioni rilevanti sono il libro Educazione rap pubblicato da add editore nel 2021, e Rime Amore Poesia, scritto insieme all'autrice Giulia Ananìa e pubblicato nel 2022 da Red Star Press.
Oltre all'attività musicale, Amir ha dato vita a svariati progetti extramusicali, tra cui la realizzazione di un laboratorio musicale che si è svolto nel Penitenziario minorile di Casal del Marmo, l'attività da testimonial nella settimana d'azione contro il razzismo con Unar, la collaborazione con Save the Children per un workshop nello spazio Punto Luce, che si trova a Roma nella zona di Torre Maura, e la direzione artistica di Potere alle Parole, in collaborazione con RBS / Feltrinelli che ha come obiettivo quello di portare nelle scuole dei laboratori di musica rap, per aiutare i ragazzi a combattere le discriminazioni. Un'iniziativa che ha già toccato con successo decine di istituti da nord a sud, coinvolgendo come collaboratori anche altri rapper di fama nazionale. Grazie all’utilizzo del rap come forma didattica da anni conduce workshop nelle scuole italiane e nelle più prestigiose università e college degli Stati Uniti, Belgio, Francia, Germania, Canada e Giappone.

## Discografia

### Album in studio
- 2004 – Naturale (con Mr. Phil)
- 2006 – Uomo di prestigio
- 2007 – Vita di prestigio
- 2008 – Paura di nessuno
- 2009 – Amir 2.0
- 2010 – Pronto al peggio
- 2012 – Grandezza naturale
- 2014 – Ius Music
- 2019 – Livin' Proof
- 2023 - This is What I Live For

### EP
- 2011 - Red Carpet Music
- 2015 – Un quarto d'ora di celebrità
- 2016 – Abracadabra (pubblicato come Amir Issaa)

### Mixtape
- 2006 – Prestigio Click Bang vol. 1 (con Santo Trafficante)
- 2008 – Prestigio Click Bang vol. 2 (con Santo Trafficante)
- 2010 – Radio inossidabile vol. 1
- 2011 – Radio inossidabile vol. 2
- 2015 – Radio inossidabile vol. 3

### Con i 2 Buoni Motivi
- 2000 - 2 Buoni Motivi (Vinile)
- 2002 – Meglio tardi che mai

## Riconoscimenti
- 2005 – Miglior artista rivelazione – Incompatibile Mc Giaime
- 2009 – Miglior album indipendente – M.E.I. / Premio Groove
- 2012 – Nomination David di Donatello – (Amir Issaa & The Ceasars) miglior canzone e colonna sonora Scialla! (F. Bruni / Raicinema)
- 2012 – Nomination Nastri d'argento – (Amir Issaa & The Ceasars) miglior canzone – Scialla! (F. Bruni / Raicinema)
- 2012 – Premio cinema giovane – (Amir Issaa & The Ceasars) miglior canzone e colonna sonora
- 2012 – Premio Città di Castello – (Amir Issaa & The Ceasars) Scialla! (F. Bruni / Raicinema)
- 2012 – Premio Camerini Castelbellino – (Amir Issaa & The Ceasars) Best soundtrack Scialla! (F. Bruni / Raicinema)
- 2018 – Premio McDonald’s Salerno per l’arte e la cultura – Salerno letteratura festival
- 2018 – Premio Biblioteche di Roma – Secondo classificato sezione narrativa – Vivo per Questo
- 2022 – Premio Roma Capodarte – Medaglia celebrativa
- 2024 – Premio Flaiano / Luca Attanasio – Italianistica – This is What I Live For